# Flexicrurum longispina
Flexicrurum longispina es una especie de arañas araneomorfas de la familia Ochyroceratidae.

## Distribución geográfica
Es endémica de cuevas en la isla de Hainan (China).